# Бајица (Марамуреш)
Бајица (рум. Băița) насеље је у Румунији у округу Марамуреш у општини Тауциј-Магерауш. Oпштина се налази на надморској висини од 248 m.

## Становништво
Према подацима из 2002. године у насељу је живело 1806 становника.

### Попис2002.
| Расподела становништва по националности 2002.‍ | Расподела становништва по националности 2002.‍ | Расподела становништва по националности 2002.‍ | Расподела становништва по националности 2002.‍ | Расподела становништва по националности 2002.‍ |
| --------------------------------------------- | --------------------------------------------- | --------------------------------------------- | --------------------------------------------- | --------------------------------------------- |
|                                               |                                               |                                               |                                               |                                               |
| Румуни                                        | Румуни                                        |                                               | 1.280                                         | 71,1%                                         |
| Мађари                                        | Мађари                                        |                                               | 520                                           | 28,9%                                         |